# Calliandra hygrophila
A Calliandra hygrophila é uma rara espécie de planta que pode ser encontrada no Brasil, mais precisamente nos campos rupestres da Serra do Sincorá, no Mucugê, estado da Bahia.